# Хасон, Амихай
Амихай Хасон (ивр. עמיחי חסון‎; род. 9 июня 1987 года в Рамат-Гане) — израильский поэт, сценарист, режиссёр-постановщик, куратор выставок. Учился в Школе кино и телевидения имени Сэма Шпигеля. Руководитель программы культурных проектов фестивалей Культурный центр «Бейт Ави Хай». Живёт в Иерусалиме.

## Поэтические сборники
- Разговор с домом (2015)
- Без чего (2018)
- Песни на грани (2022)

## Фильмография
- Шагая по Иерусалиму (Документальный, 2013)
- Железный купол (сериал, 2017)
- 6 Пиркей авот — Документальный фильм об израильской поэтессе авот Йешурун в рамках документальной серии «ha-иврим» (ивр. העברים, Евреи), рассказывающей о жизни видных литературных деятелей. Мировая премьера фильма состоялась на фестивале «ДокАвив» (ивр. דוקאביב) в 2018 году.

## Курируемые выставки
- Пинхаса Литвиновского:  «Выбери жизнь – выбери искусство!»  — Куратор выставки, Амихай Хасон, Бейт Ави Хай, 2024[1]
- На пороге: Иерусалим в акварели и живописи Марека Яная — Куратор выставки, Амихай Хасон, Бейт Ави Хай, 2022[2]
- Анатолий Каплан: Заколдованный художник — Кураторами выставки, д-р Давид Розенсон, Амихай Хасон, Бейт Ави Хай, 2023[3]
- Рони Сомек: портреты — Куратор выставки, Амихай Хасон, Бейт Ави Хай, 2016

## Награды
- Премия премьер-министра Израиля за лучшее литературное произведение на иврите (2021)
- В 2018 году Нехама Ривлин учредила так называемую «Премию супруги президента за поэзию на иврите»[ивр.], вручаемую ежегодно «с целью поощрения поэтов к обогащению мира израильской поэзии, пропаганды качественной ивритской поэзии и содействия развитию израильской культуры». первым лауреатом стал Амихай Хасон[4].
- Премия Министерства образования и культуры Израиля (2015)
- Конкурс рассказов Гаарец (2014)